# Ian Cameron Esslemont
Ian Cameron Esslemont (1962) is een Canadese schrijver en archeoloog. Hij schreef onder meer de fantasyboekenreeks Novels of the Malazan Empire die zich afspeelt in dezelfde wereld als Spel Der Goden (Malazan Book of the Fallen), geschreven door zijn vriend Steven Erikson. Samen met Erikson is hij de medebedenker van de Malazan-wereld.

## Biografie
Ian Cameron Esslemont werd geboren in Brandon, Manitoba en groeide op in Winnipeg, Canada. Samen met zijn vrouw, schrijfster Gerry Brightwell, en hun drie zonen, is hij woonachtig in Alaska. Eerder heeft hij ook gewoond en gewerkt in Zuidoost-Azië, waaronder vier jaar in Thailand en Japan. Na Novels of the Malazan Empire te hebben geschreven, begon hij aan een nieuwe trilogie getiteld Path to Ascendency.

## Malazan
In 1982 bedachten Esslemont en Erikson samen de Malazan-wereld als de achtergrond voor een rollenspel (roleplayinggame). Samen schreven ze in 1991 een filmscript gebaseerd op dezelfde achtergrond, getiteld Tuinen van de Maan. Toen het script niet verkocht werd, besloot Erikson om het te bewerken tot een boek. Hij voegde daarbij meer details toe. Beide schrijvers besloten toen boeken te schrijven die zich afspelen in de Malazan-wereld, maar het zou nog acht jaar duren voordat Tuinen van de Maan gepubliceerd werd door Bantam UK. Erikson ging toen akkoord om nog negen boeken te schrijven die zich afspelen in dezelfde wereld.
Esslemonts eerste boek over de Malazan-wereld, Night of Knives, vertraagd vanwege zijn werk en andere verplichtingen, werd in 2004 in een beperkte oplage gepubliceerd door PS Publishing, gevolgd door een publicatie in 2007 voor de grote markt door Bantam UK. Chronologisch vinden de gebeurtenissen in dit boek plaats voor het begin van Tuinen van de Maan, terwijl de gebeurtenissen in zijn tweede boek, Return of the Crimson Guard, gepubliceerd in mei 2008, plaatsvinden direct na de gebeurtenissen van het zesde boek in Spel der Goden, The Bonehunters. Met de publicatie van het zesde boek Assail in 2014, voltooide hij de Novels of the Malazan Empire-reeks.
In 2010 werd Esslemont gecontracteerd voor nog een trilogie die zich afspeelt in de Malazan-wereld. De trilogie Path to Ascendency begon met de publicatie van het eerste deel in 2016 getiteld Dancer's Lament. Dat vertelt het verhaal van een jongere Cotillion en Shadowthrone; twee karakters die centraal staan in de Spel der Goden-reeks.

### Novels of the Malazan Empire
- Night of Knives (2004)
- Return of the Crimson Guard (2008)
- Stonewielder (2010)
- Orb, Sceptre, Throne (2012)
- Blood and Bone (2012)
- Assail (2014)

### Path to Ascendancy
- Dancer's Lament (2016)
- Deadhouse Landing (2017)